# Konstantin Pawlowitsch Woskoboinik

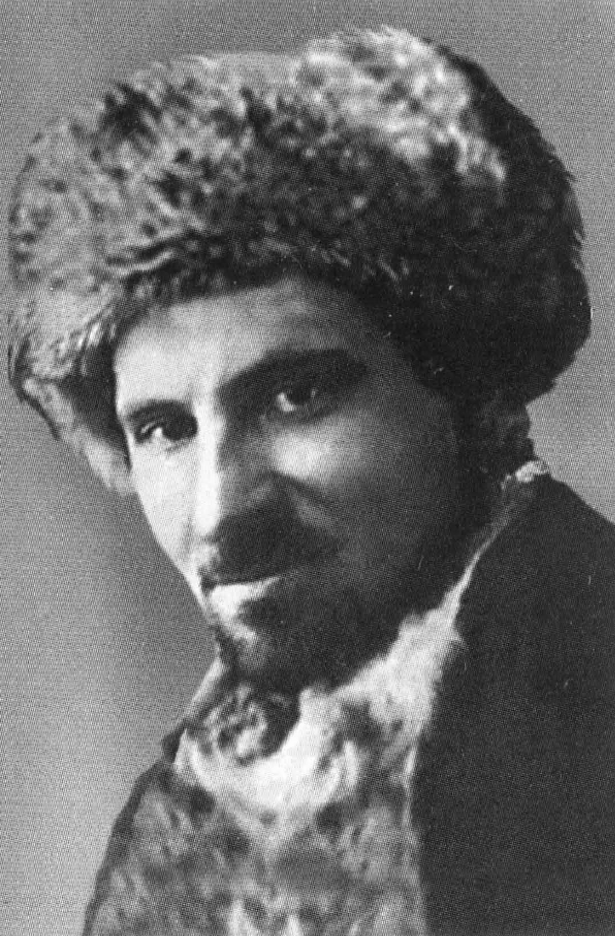
Konstantin Woskoboinik

Konstantin Pawlowitsch Woskoboinik (russisch Константин Павлович Воскобойник, * 1895 in Smila, Russisches Kaiserreich; † 8. Januar 1942 in Lokot, Sowjetunion) war ein sowjetischer Revolutionär im Russischen Bürgerkrieg und Präfekt der Republik Lokot, die mit dem NS-Staat kollaborierte.

## Biografie
Konstantin Woskoboiniks Vater war ein Bahnarbeiter, der während der Revolution 1905 an einem Streikkomitee teilgenommen hatte und dafür von der zaristischen Regierung aus seinem Dienst bei der Eisenbahn entlassen und von künftigen öffentlichen Positionen ausgeschlossen wurde. Das Einkommen der Familie verschlechterte sich dadurch. Woskoboinik hatte in der Zeit vor der Februarrevolution 1917 linke Ansichten und sympathisierte mit den Sozialrevolutionären.
1914 hatte er ein Jurastudium an der Lomonossow-Universität Moskau begonnen, das er 1916 abbrach, um im Ersten Weltkrieg zu kämpfen. 1919 kämpfte er im Bürgerkrieg für die Rote Armee. 1920 wurde er verwundet und von der Armee entlassen. Danach arbeitete er als Sekretär des Militärkommissariats in Chwalynsk.
Die Bolschewiki hatten Dörfer geplündert, um die Rote Armee und das städtische Proletariat zu finanzieren, weshalb es zu Bauernaufständen kam, mit denen Woskoboinik sympathisierte. Er schloss sich 1921 den Rebellen der Sozialrevolutionäre in der Region Saratow als Maschinengewehrschütze an.
Als Konsequenz seiner Aktivität als Rebell stand Woskoboinik ständig unter Verdacht der sowjetischen Behörden. Um der Verfolgung zu entgehen, hatte er die Dokumente des Fischers Iwan Loschakow beschlagnahmt, dessen Identität er annahm. Er arbeitete anschließend als Jagdausbilder des Volkskommissariats in Moskau. Ab 1922 studierte er am Moskauer Institut der Volkswirtschaft. Nach seinem Studium arbeitete er als Leiter der Abteilung für elektrische Maße des Instituts für Metrologie in Sankt Petersburg.
Woskoboinik war mit Josef Stalins Großer Wende unzufrieden. Im März 1931 stellte er sich dem NKWD und offenbarte seine wahre Identität. Er wurde zu drei Jahren Haft in einem Gulag verurteilt. Nach seiner Haft hatte er aufgrund des Misstrauens gegen ihn Schwierigkeiten, Arbeit zu finden.
Er entging dem Großen Terror, indem er erneut eine falsche Identität annahm. Ab 1937 arbeitete er als Lehrer in Lokot.
Infolge der deutschen Invasion flohen die sowjetischen Behörden Ende September 1941 aus der Siedlung und ließen sie ohne Regierung zurück. Die Ältesten der Siedlung hielten eine Versammlung ab und ernannten Woskoboinik zum Gouverneur von Lokot und den umliegenden Gebieten. Woskoboinik sah die Deutschen als temporäre Verbündete gegen den Bolschewismus an. Als die 17. Panzer-Division Lokot am 4. Oktober 1941 besetzt hatte, haben die Besatzer ihm vertraut, da er den Kontakt mit den Deutschen initiiert und bereits Erfahrung im Kampf gegen die Bolschewiki hatte. Am 20. Oktober ernannten die Deutschen ihn zum Präfekten. Er führte administrative und politische Initiativen an, ließ den Wiederaufbau eines Krankenhauses durchführen und organisierte Spenden für Verwundete.
Woskoboinik legte großen Wert auf Ideologie, Propaganda und politische Bildung. Laut der Historikerin Marlène Laruelle war er „einer der berühmtesten Ideologen der russischen Kollaboration“. Er ließ eine Druckpresse wiederaufbauen und schrieb im November ein Manifest, das in den von den Deutschen besetzten Regionen Orjol, Kursk, Smolensk und Tschernihiw verbreitet wurde. Es enthielt die Erklärung der Gründung der Sozialistischen Volkspartei Russlands, deren Programm unter anderem die Eliminierung des kommunistischen Systems und der Kollektivierung, die Übergabe des Ackerlands an die Bauern, die freie Entwicklung privater Geschäfte, Amnestie für alle Kommunisten, die versucht haben, Stalin zu stürzen, und die Auslöschung aller Juden, die als Kommissare gedient haben, beinhaltete. Zudem enthielt es „Grüße an das mutige deutsche Volk, das Stalins Leibeigenschaft in Russland zerstört hat.“
Laut Marlène Laruelle war der zentrale Gedanke des Programms die Wiederbelebung eines russischen Staates und die Entwicklung einer russischen Version des Nationalsozialismus. Die Deutschen haben Woskoboiniks Partei nie legalisiert.
Am 21. Dezember wurden sechs Gefangene, darunter ein Kommissar eines Regiments und der ehemalige Vorsitzende des Sowjets von Dubrowka, im Gefängnis von Lokot auf Woskoboiniks Befehl hin erschossen. Zur selben Zeit veröffentlichte er einen Befehl, der alle Partisanen dazu aufrief, sich der Republik Lokot anzuschließen oder andernfalls getötet zu werden. Darauf schlossen sich einige von ihnen Woskoboiniks Miliz an.
Die sowjetische Führung entschied sich, Woskoboinik zu eliminieren, und schickte Partisaneneinheiten unter dem Kommando von Alexander Saburow nach Lokot. In der Nacht des 8. Januar 1942 griff eine Einheit, die unter anderem aus Partisanen aus Trubtschewsk und Charkiw bestand und auf 120 Wagen unterwegs war, die Kasernen und Woskoboiniks Haus in Lokot an. Nachdem der erste Angriff fehlgeschlagen war, betrat er die Veranda seines Hauses und rief die Partisanen auf, aufzugeben. Dabei wurde er von Maschinengewehrfeuer getroffen. Deutsche Ärzte haben versucht, ihm zu helfen, jedoch starb er auf dem Operationstisch.
Sein Tod wurde von seinen Unterstützern und von sowjetischen Historikern mythologisiert und in einigen fiktionalen Romanen erwähnt. Am 30. August 2009 errichteten einige Bürger von Lokot ein Gedenkschild in Form einer orthodoxen Grabmarkierung an seinem Beisetzungsort, das ein paar Stunden später zerstört wurde.